# Samnij
Samnij (oskansko Safinim, latinsko Samnivm, italijansko Sannio) je bila staroveška regija v južni Italiji,  naseljena s Samniti. Oni sami so regijo imenovali Safinim, kar dokazuje napis in napis na kovancu, sebe pa Safineis. Obe imeni sta v oskanskem jeziku. Oskansko niso govorili niti vsi Samniti niti samo v Samniju.
Antični pisci niso mogli natančno opredeliti meja Samnija, ker se je njegovo ozemlje s časom zelo spreminjalo. Najpomembnejše so bile meje, ki jih je imel med razcvetom oskanskih govorcev od približno 600 pr. n. št. do približno 290 pr. n. št., ko je Samnite absorbirala Rimska republika.
Izvirno ozemlje Samnija ni enako ozemlju kasnejše pokrajine s tem imenom. Prvi rimski cesar Avgust je Rimsko Italijo razdelil na 11 regij. Četudi so regije služile predvsem državni upravi in imele samo številke brez imen, so zgodovinarji Regijo IV. prepoznali kot Samnij. Antični Samnij je bil v resnici razdeljen na tri avgustovske regije: IV, II (Apulia et Calabria) in I (Latium et Campania).

## Etimologija
Etimološko je ime Samnij (Samnium)  splošno priznano kot oblika imena Sabincev, ki so bili Umbrijci. V imenih Safinim, Sabinus, Sabellus in Samnis je mogoče prepoznati indoevropski koren *sabh-, ki je v različnih jezikih dobil različne oblike. Zdi se, da je koren *sabh- tudi v imenu sabinskega boga Saba. Grška izraza Saunitai in Saunitis imata drug in neznan izvor.
V nekem obdobju prazgodovine se je italsko prebivalstvo, ki je govorilo skupni jezik, razširilo tako v Samnij kot Umbrijo. Salmon domneva, da je to bil skupni italski jezik, ki se je govoril do okoli 600 pr. n. št. Kasneje se je začel ločevati v narečja. Datum ni podprt z nobenim zgodovinskim ali arheološkim dokazom.
Jezikoslovec Julius Pokorny je etimologijo imena pomaknil še bolj nazaj v zgodovino.

## Zgodovinska geografija
Večina Samnija je bila v Apeninih. Na severu je mejil na Lacij, na jugu na Lukanijo, na zahodu na Kampanijo in na vzhodu na Apulijo.  Glavni mesti v regiji sta bili Bovaiamom, ki so ga Latinci preimenovali v Bovianum (sedanji Boiano) in Maleventum (oskansko Maloenton), ki so ga pozneje Rimljani preimenovali v Beneventum (sedanji Benevento). Samniti večino svoje zgodovine niso imeli izhoda na morje, vendar so v kratkem obdobju nadzorovali dele obeh obal italijanskega polotoka.
Samnite so tvorila najmanj štirih plemena: Pentri z glavnim mestom Bovianum, Karakeni z glavnima mestoma Cluviae (sedanji Casoli) in Juvanum, katerih ruševine se razprostirajo med Torricello Peligno in Montenerodomom, Kavdini z glavnim mestom  Caudium (sedanji Montesarchio) in Hirpini z glavnima mestoma Beneventum in Abellinum. Samnitom so se kasneje morda pridružili Frentani z glavnim mestom Larinum (sedanji Larino). Zvezna prestolnica nastale zveze je bil  Bovianum, razen za kratek čas med 4. in 3. stoletjem pr. n. št., ko je to bila Akvilonija, ki so jo leta 293 pr. n. št. uničili Rimljani. Akvilonija je stala morda na mestu sedanjega Agnoneja v italijanski pokrajini Molise ali Aquiloniae v pokrajini Avellino.

## Zgodovina
Najstarejša pisna omemba Samnitov je v sporazumu z Rimljani, sklenjenem leta 354 pr. n. št., s katerim so se dogovorili za mejo na reki Liris. Kmalu zatem so izbruhnile samnitske vojne, v katerih so Samniti leta 321 pr. n. št. zmagali v pomembni bitki z Rimljani. Samnitski imperij je dosegel vrh leta 316 pr. n. št. Rimljanom je do leta 290 pr. n. št. po več težkih bitkah uspelo zlomiti moč Samnitov. 
Samniti so bili eno od  italskih ljudstev, ki so se med pirsko vojno povezala  epirskim kraljem Pirom. Ko je Pir odšel na Sicilijo, so Rimljani vdrli v Samnij in bili v bitki pri hribih Cranita poraženi. Po Pirovem porazu se Samniti niso več mogli upirati in so se predali Rimu.
Med drugo punsko vojno se je nekaj Samnitov pridružilo Hanibalu, večina pa je ostala zvesta Rimu. 
Samniti in več drugih ljudstev se je uprlo Rimu in začelo socialno vojno (91-88 pr. n. št.), ker so Rimljani zavrnili njihovo prošnjo za podelitev rimskega državljanstva. V vojni, ki je trajala skoraj tri leta, so zmagali Rimljani. Uporniki so kljub porazu dobili rimsko državljanstvo, da bi se izognili novi vojni. 
V državljanski vojni proti Luciju Korneliju Suli so Samniti podprli popularje. V vojni je, na njihovo žalost,  zmagal Sula in bil razglašen za diktatorja. Sula je ukazal, naj se kaznujejo vsi, ki so se borili  proti njemu. Na tisoče ljudi v Rimu in po vsej Italiji je bilo brutalno preganjanih in pomorjenih. Samniti, ki so bili eden od najpomembnejših podpornikov popularjev, so bili tako strogo kaznovani, da so se "nekatera njihova mesta skrčila v vasi, nekatera pa so bila popolnoma zapuščena". Samniti po the dogodkih niso več imeli  pomembnejše zgodovinske vloge.  Sčasoma so se latinizirali in utopili v rimskem svetu.

## Slavni Samniti

### Samnitski vladarji
- Gaj Poncij (okoli 320. let pr. n. št.)
- Gelij Egnacij okoli 296 pr. n. št.

### Uporniki proti Suli
- Gaj Papij Mutil (90-89 pr. n. št)
- Poncij Telesin, Papijev poveljnik Samnitov

### Rimski državljani
- Poncij Pilat, 5. prefekt rimske province Judeje (26-36 n. št.)

### Papež
- Feliks IV.[7]